# إطار ثقافي
الإطار الثقافي عبارة عن مصطلح يستخدم في العلوم الاجتماعية لوصف التراث والقيم الاجتماعية والميثولوجيا والرموز الشائعة في المجتمع المحدد. ويمكن أن يحتوي المجتمع المحدد على إطارات ثقافية متعددة (على سبيل المثال، مجتمع الولايات المتحدة يحتوي على إطارات عمل مختلفة لسكانه من الأمريكيين البيض والأمريكيين الأفارقة. وفي الغالب، تكون إطارات العمل الثقافية مختلطة، حيث يمكن أن يصبح أفراد بعينهم أو مجموعات كاملة متآلفة مع العديد من الإطارات الثقافية.
وهناك علاقة هامة بين الإطارات الثقافية والإيديولوجيات، حيث إن معظم الإيديولوجيات الناجحة تكون مرتبطة بشدة بإطارات العمل الثقافية للمجتمعات التي تنتشر بها، ومع ذلك، يجب ألا يتم الخلط بين إطارات العمل الثقافية والإيديولوجيات، حيث إن هذه المفاهيم منفصلة عن بعضها البعض. على سبيل المثال، في ألمانيا النازية، كانت النازية إيديولوجيا، في حين أن المعتقدات الدينية والوطنية والتراثية التي تعود إلى الجرمانيين وقبائل الفرنجة كانت جزءًا من الإطار الثقافي الألماني.